# Șimonești
Șimonești es una comuna ubicada en el distrito de Harghita, Rumania.

## Superficie
Cuenta con una superficie de 116,2 kilómetros cuadrados.

## Demografía
Hasta 2021 la población era de 3416 habitantes, con una densidad de población de 29,40 habitantes por kilómetro cuadrado.